# Antonio López Eire
Antonio López Eire (Salamanca, 28 de noviembre de 1943-Puebla de Sanabria, 21 de septiembre de 2008), filólogo español, fue catedrático de Filología Griega en la Universidad de Salamanca desde el año 1972 hasta su fallecimiento en septiembre de 2008.

## Biografía
Estudió bachillerato en el Instituto Fray Luis de León, de Salamanca, del que su padre, Ángel López Ruiz, era director y después Filología Clásica en la Universidad de Salamanca. Se le tiene por discípulo de Martín Sánchez Ruipérez.
Se le consideraba una autoridad a nivel internacional en las áreas de Dialectología griega, Historia de la lengua griega, Poética y Retórica griegas y Poética y Teoría de la Comunicación modernas. Tradujo a Aristófanes, Demóstenes y Homero. Fue director de la revista internacional LOGO: Revista de Retórica y Teoría de la Comunicación.
El 21 de septiembre de 2008, a un día de empezar el curso académico 2008-09, el profesor Antonio López Eire falleció en un accidente de tráfico cerca de Puebla de Sanabria.
En su honor se publicó en 2010 la recopilación de artículos científicos titulada Dic mihi, musa, virum. Homenaje al profesor Antonio López Eire. Se le considera maestro de filólogos como Julián Méndez Dosuna y Francisco Cortés Gabaudan.

## Obras

### Libros
- Los topónimos en "-ssos" y "-nthos" y el indoeuropeo. Salamanca: Talleres Núñez, 1968.
- Tres cuestiones de dialectología griega. Salamanca: Consejo Superior de Investigaciones Científicas, Colegio Trilingüe de la Universidad, 1969.
- Innovaciones del jónico-ático (vocalismo). Salamanca: Universidad de Salamanca, 1970.
- Las migraciones griegas a la luz de la dialectología. Salamanca: Talleres Núñez, 1971.
- Demóstenes: estado de la cuestión. Madrid: Bermejo, 1976.
- Nasalización en griego antiguo. Madrid: Instituto Antonio de Nebrija, 1977.
- Lingüística y poética en la estoa. Salamanca: Universidad de Salamanca, 1977.
- Antología griega: C.O.U. [recopilación] Adelaida Martín Sánchez... [et al.]; coordinador, Antonio López Eire. Salamanca: Universidad de Salamanca: Instituto de Ciencias de la Educación, 1983.
- Demóstenes. Discursos políticos. Introducciones, traducción y notas de A. López Eire. Madrid: Gredos, 1980.
- La traducción quevedesca del manual de Epicteto. Salamanca: Universidad de Salamanca, 1982.
- En torno a la clasificación dialectal del panfilio. Antonio López Eire y A. Lillo Alcaraz. Madrid: Instituto Antonio de Nebrija, 1983.
- Estudios de lingüística, dialectología e historia de la lengua griegas. Salamanca: Instituto de Ciencias de la Educación: Ediciones Universidad de Salamanca, 1986.
- Homero. Ilíada. Edición de Antonio López Eire; traducción de Antonio López Eire. Madrid: Cátedra, D.L. 1989.
- Homero. Odisea. Edición, Antonio López Eire; traducción, Luis Segalá y Estalella. Madrid: Espasa-Calpe, 1998.
- Los filósofos estoicos. Diógenes Laercio. Introducción, traducción y notas por Antonio López Eire. Barcelona: PPU, 1990.
- Ático, koiné y aticismo: estudios sobre Aristófanes y Libanio. Murcia: Editum: Ediciones de la Universidad de Murcia, 1991.
- Aristófanes. Las asambleístas. Texto, introducción, nueva traducción y notas de Antonio López Eire. Barcelona: Bosch, 1994.
- Los orígenes de la oratoria y la historiografía en la Grecia clásica. Antonio López Eire y Carlos Schrader. Zaragoza: Departamento de Ciencias de la Antigüedad, Universidad, 1994.
- Aristófanes. Lisístrata. Introducción, traducción y notas de Antonio López Eire. Salamanca: Hespérides, 1994.
- La lengua coloquial de la comedia aristofánica. Murcia: Editum: Ediciones de la Universidad de Murcia, 1996.
- Sociedad, política y literatura: comedia griega antigua: actas del I Congreso Internacional, Salamanca, noviembre de 1996. Antonio López Eire (ed.). Salamanca: Asociación Española de Estudios sobre Lengua, Pensamiento y Cultura Clásica, 1997.
- Retórica clásica y teoría literaria moderna. Antonio López Eire. Madrid: Arco Libros, 1997.
- La retórica en la publicidad. Madrid: Arco Libros, 1998.
- Demóstenes. Las Filípicas; Sobre la corona. Edición de Antonio López Eire; traducción de Antonio López Eire. Madrid: Cátedra, 1998.
- Retórica, política e ideología desde la antigüedad a nuestros días: actas del II Congreso Internacional, Salamanca, noviembre de 1997. Salamanca: Logo, Asociación Española de Estudios sobre Lengua, Pensamiento y Cultura Clásica, 1998-2000.
- Retórica y comunicación política. Antonio López Eire y Javier de Santiago Guervós. Madrid: Cátedra, 2000.
- Demóstenes. Discursos políticos y privados. Introducción general de Juan Manuel Cortés Copete; traducción y notas de A. López Eire y José Manuel Colubi Falcó. Madrid: Gredos, 2000.
- Esencia y objeto de la retórica. Salamanca: Ediciones Universidad de Salamanca, 2000.
- La cultura helénica. Madrid: La Muralla, 2001.
- Los fundamentos de la retórica. Bahía Blanca (Argentina): Universidad Nacional del Sur, 2001.
- Aristóteles. Poética. Introducción, traducción, notas y comentario de Antonio López Eire; epílogo de James J. Murphy. Tres Cantos (Madrid): Istmo, 2002.
- Poéticas y retóricas griegas. Madrid: Síntesis, 2002.
- Registros lingüísticos en las lenguas clásicas. Antonio López Eire y Agustín Ramos Guerreira (eds.). Salamanca: Ediciones Universidad de Salamanca, 2004.
- Retórica clásica y teoría literaria moderna. Madrid: Arco Libros, 2002.
- Dioscórides. Sobre los remedios medicinales: estudios y traducción: manuscrito de Salamanca. Traducción de Antonio López Eire y Francisco Cortés Gabaudán; anotaciones e índices de Francisco Cortés Gabaudán; estudios de B.M. Gut. Salamanca: Ediciones Universidad de Salamanca, 2006.

### Artículos de lingüística
- 1966: «Dislocación sintáctica y ático coloquial en la comedia aristofánica», en Agud, A. y otros (eds.), pp. 167-197.
- y Méndez Dosuna, J., 1971: «En busca de la situación dialectal del jónico-ático», en Simposio de Colonizaciones, pp. 247-278, Barcelona.
- 1972-1973: «Los jonios y el jónico-ático», Zephyrus 23-24, pp. 197-207.
- 1977: «Nuevas perspectivas metodológicas en dialectología griega», Helmantica 28, pp. 315-329 (recogido en López Eire 1986a, p. 289 ss.)
- 1978a: «El retorno de los Heráclidas», Zephyrus 28-29, pp. 287-297.
- 1978b: «Problemática actual de la Dialectología griega», en Actas del V Congreso Español de Estudios Clásicos, Madrid, pp. 457-479.
- y Méndez Dosuna, J., 1980: «El problema de los dialectos dorios y nordoccidentales», Emérita 48, pp. 15-30 (recogido en López Eire 1986a, p. 273 ss.)
- y Lillo, Α., 1982: «Panfilia y el dialecto panfilio», Zephyrus 34-35, pp. 243-248.
- y Lillo, Α., 1983: «En torno a la clasificación dialectal del panfilio», Emérita 51, pp. 5-27.
- 1984a: «Genealogía del Ático», EC 26, pp. 43-46.
- 1984b: «En torno a la lengua del Corpus Hippocraticum», Emérita 52, pp. 325-354.
- 1984c: «Tucídides y la koiné», en Athlon. Satura grammatica in honorem Francis-ci R. Adrados, I, Madrid, II, pp. 245-261.
- 1985: «Jónico y Ático», en Melena, J. L. (ed.), Symbolae Ludovico Mitxelena septuagenario oblatae, I, Vitoria, pp. 81-93.
- 1986a: Estudios de Lingüística, Dialectología e Historia de la lengua griega, Salamanca.
- 1986b: «La lengua de la comedia aristofánica», Emérita 54, pp. 237-274.
- 1987a: «Sobre los orígenes de la oratoria», Minerva 1, pp. 13-31.
- 1987b: «Géographie intradialectale de l'ionien-attique», Verbum 10, 155-178.
- 1989a: «Las invasiones griegas y la dialectología», Homenaje a Marcelo Vigil, Salamanca, pp. 147-169.
- 1989b: «Sobre las innovaciones del jónico-ático», en Borrego Nieto, J. y otros (eds.), Philologica I. Homenaje a D. Antonio Llorente, Salamanca, pp. 191-1998.
- 1991: Ático, koiné y aticismo. Estudios sobre Aristófanes, Editum: Ediciones de la Universidad de Murcia.
- 1992: «Algunos aspectos de la lengua de los tratados hipocráticos más antiguos», en Actas del VIIe Congrès Hippocratique, Madrid, pp. 351-364.
- 1993a: «De l'attique à la koiné», en Brixhe, C. (ed.), 1993a, pp. 41-57.
- 1993b: «Estructuras lingüísticas recurrentes en las inscripciones dialectales griegas», en Crespo, E. y otros (eds.) 1993, pp. 221-227.
- 1994: «Historia del ático a través de sus inscripciones», Zephyrus 47, pp. 157-188.
- 1996a: La lengua coloquial de la comedia aristofánica, Editum: Ediciones de la Universidad de Murcia.
- 1996b: «L'influence de l'ionien-attique sur les autres dialectes épigraphiques et l'origine de la koiné», en Brixhe, C. (ed.) 1996a, pp. 7-42.